# Шишковці
Шишко́вці (болг. Шишковци) — село в Кюстендильській області Болгарії. Входить до складу общини Кюстендил.

## Населення
За даними перепису населення 2011 року у селі проживали 526 осіб.
Національний склад населення села:
| Національність   | Кількість осіб | Відсоток |
| ---------------- | -------------- | -------- |
| болгари          | 518            | 99,0%    |
| цигани           | 3              | 0,6%     |
| турки            | 0              | 0%       |
| Всього відповіли | 523            |          |

Розподіл населення за віком у 2011 році:
Динаміка населення: